# Jerry Lawler
 Jerry O'Neil Lawler (29 de noviembre de 1949) es un luchador profesional semirretirado y comentarista de lucha libre estadounidense, conocido por su nombre artístico Jerry «The King» Lawler. Actualmente trabaja en la WWE como comentarista en la marca Raw, aunque algunas veces lucha en el circuito independiente.
Lawler ha ganado un total de 208 títulos en su carrera, incluyendo un reinado como Campeón Mundial Peso Pesado de la AWA, 52 reinados como Campeón Sureño Peso Pesado de la AWA y cuatro reinados como Campeón Mundial Peso Pesado de la WCWA. Además, fue inducido en el Salón de la Fama de WWE en el 2007.

## Carrera

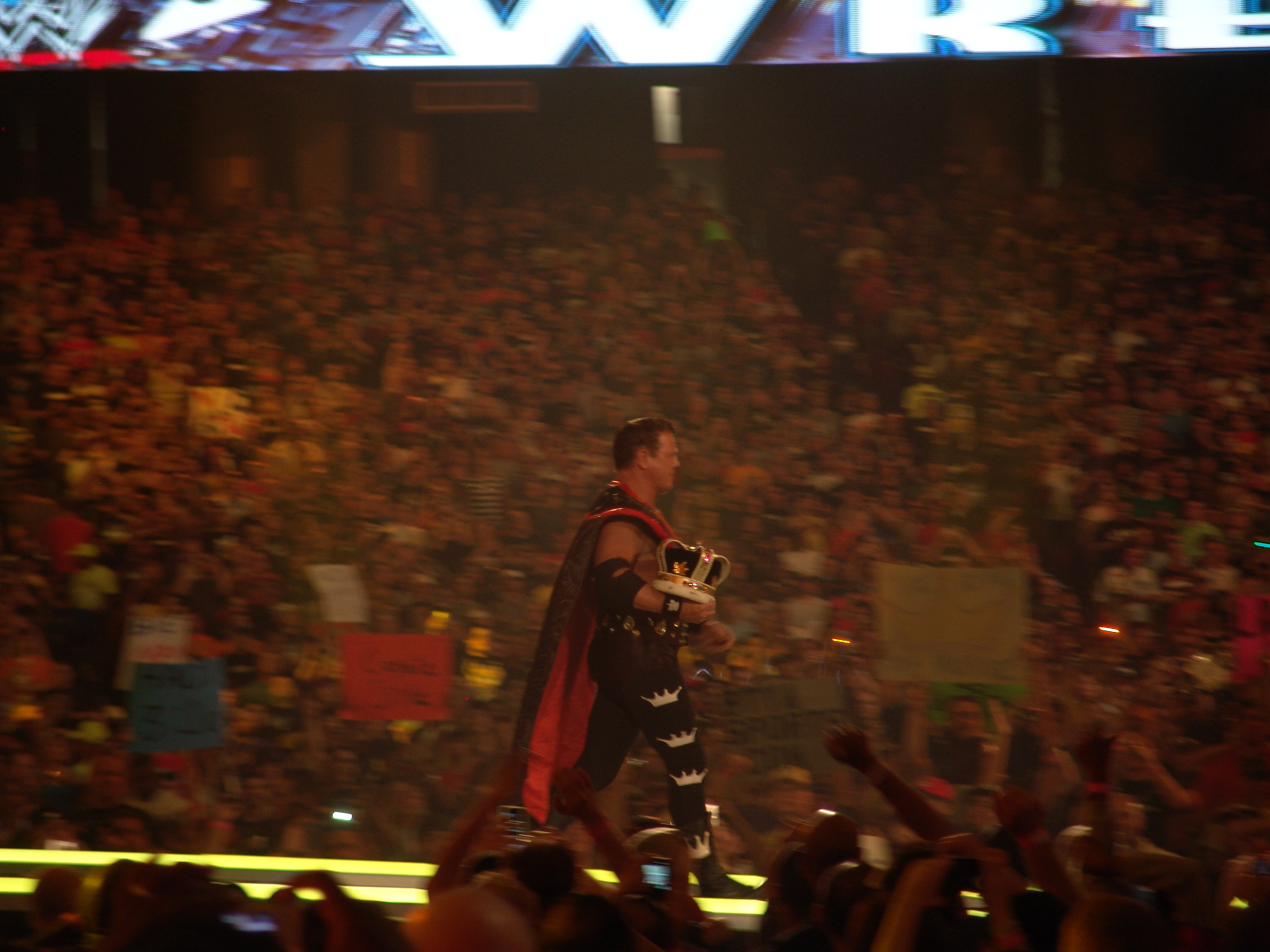
Lawler haciendo su entrada en WrestleMania XXVII.

### King of Memphis Wrestling (1970-1992)
Mientras trabajaba en Memphis, Tennessee , como disc jockey , la habilidad artística de Lawler atrajo la atención del promotor local de lucha libre Aubrey Griffith. Los dos llegaron a un acuerdo en el que Lawler le daría a Griffith publicidad gratuita a cambio de entrenamiento de lucha libre. Lawler debutó como luchador en 1970, y ganó su primer campeonato en septiembre de 1971 al ganar una batalla real. Pronto ganó el Campeonato del Equipo de Etiqueta del Sur de la NWA bajo el servicio administrativo de Sam Bass con su compañero Jim White. En 1974, Lawler comenzó a pelearse con Jackie Fargo, quien había sido su entrenador y mentor. Esto llevó a un partido para el Campeonato de peso pesado del sur de NWA . El 24 de julio de 1974, Lawler ganó el cinturón y el título de "King of Wrestling". Durante 1975, Lawler se asoció con una variedad de socios como el Sr. Wrestling II, Don Greene, y Bob Orton, Jr . Ganó el Campeonato de Equipo de Etiqueta de Macon NWA dos veces durante este período. Mientras Lawler comenzó su carrera como talón , se convirtió en un rostro después de separarse de Bass a fines de 1974. El 12 de noviembre de 1979, mientras trabajaba en la Continental Wrestling Association , Lawler derrotó.La superestrella Billy Graham se convertirá en el campeón del Mundo CWA. En 1980, saliendo de la parte de atrás de una pelea con The Fabulous Freebirds , su carrera quedó en suspenso debido a una pierna fracturada, pero regresó al ring después de varios meses. 
En 1982, Lawler comenzó una pelea notoria con el comediante Andy Kaufman. En ese momento, Kaufman luchó contra mujeres como parte de sus parodias y se había declarado campeón de peso pesado de Intergender. El 5 de abril, Lawler, quien había tomado una excepción a las parodias, luchó contra Kaufman en Memphis. Durante el transcurso del partido, Lawler entregó dos piledrivers a su oponente, enviándolo al hospital. El 29 de julio, Lawler abofeteó a Kaufman en un episodio de Late Night with David Letterman. Kaufman respondió lanzando su café a Lawler.
Años más tarde, Lawler apareció como él mismo en la película biográfica de Kaufman Man on the Moon ; la película reveló que la pelea de Lawler con Kaufman había sido kayfabe (puesta en escena). Más tarde, Lawler afirmó que no solo se organizó toda su enemistad con Kaufman, sino que también los dos eran realmente muy buenos amigos.
El 7 de marzo de 1983, Lawler ganó el Campeonato Internacional AWA al derrotar a Austin Idol. El 30 de mayo de 1983, Bill Dundee derrotó a Jerry Lawler por el Campeonato de Peso Pesado del Sur de AWA . La enemistad se intensificó rápidamente y el 6 de junio de 1983, los dos se reunieron en un Loser Leaves Town Match por el título, en el que ganó Lawler. Lawler derrotó a Ken Patera el 25 de julio para comenzar su segundo reinado como Campeón Internacional. Lawler se convirtió en el campeón de la NWA Mid America el 12 de abril de 1984, cuando derrotó a Randy Savage por el título. En 1985, Lawler viajó a Japón., donde ganó el título Polinesio del Pacífico el 25 de enero de 1986. Más tarde regresó a los Estados Unidos , donde derrotó a Bill Dundee el 29 de julio de 1986, para comenzar un nuevo reinado como Campeón Internacional AWA. Lawler se peleó con Tommy Rich , Austin Idol y Paul E. Dangerously a principios de 1987. La animosidad comenzó después de la controversia sobre una oportunidad por el título del Campeonato del Mundo AWA que involucraba a Nick Bockwinkel. Durante la disputa, el trío derrotó a Lawler en un combate de jaula de acero y se cortó el cabello, lo que causó una revuelta en el Coliseo Medio Sur
Lawler ganó el Campeonato Mundial Peso Pesado AWA de Curt Hennig el 9 de mayo de 1988. Durante su reinado, Lawler se peleó con el campeón de Lucha Libre del Campeonato de Clase Mundial Kerry Von Erich Derrotó a Von Erich el 15 de diciembre de 1988 en Superclash III para unificar los dos títulos. Poco después, los problemas de Lawler con Verne Gagne lo llevaron a su salida de la AWA. En 1992, mientras trabajaba en la Asociación de Lucha Libre de los Estados Unidos , Lawler se unió a Jeff Jarrett en una pelea contra The Moondogs. La pelea entre Jarrett / Lawler y The Moondogs fue votada como la Pelea del Año PWI 1992 por Pro Wrestling Illustrated.

### World Wrestling Federation / Entertainment / WWE (1992-2001, 2001-2024)

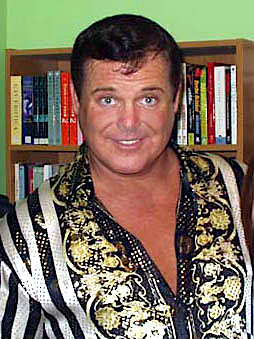
Lawler en el 2003

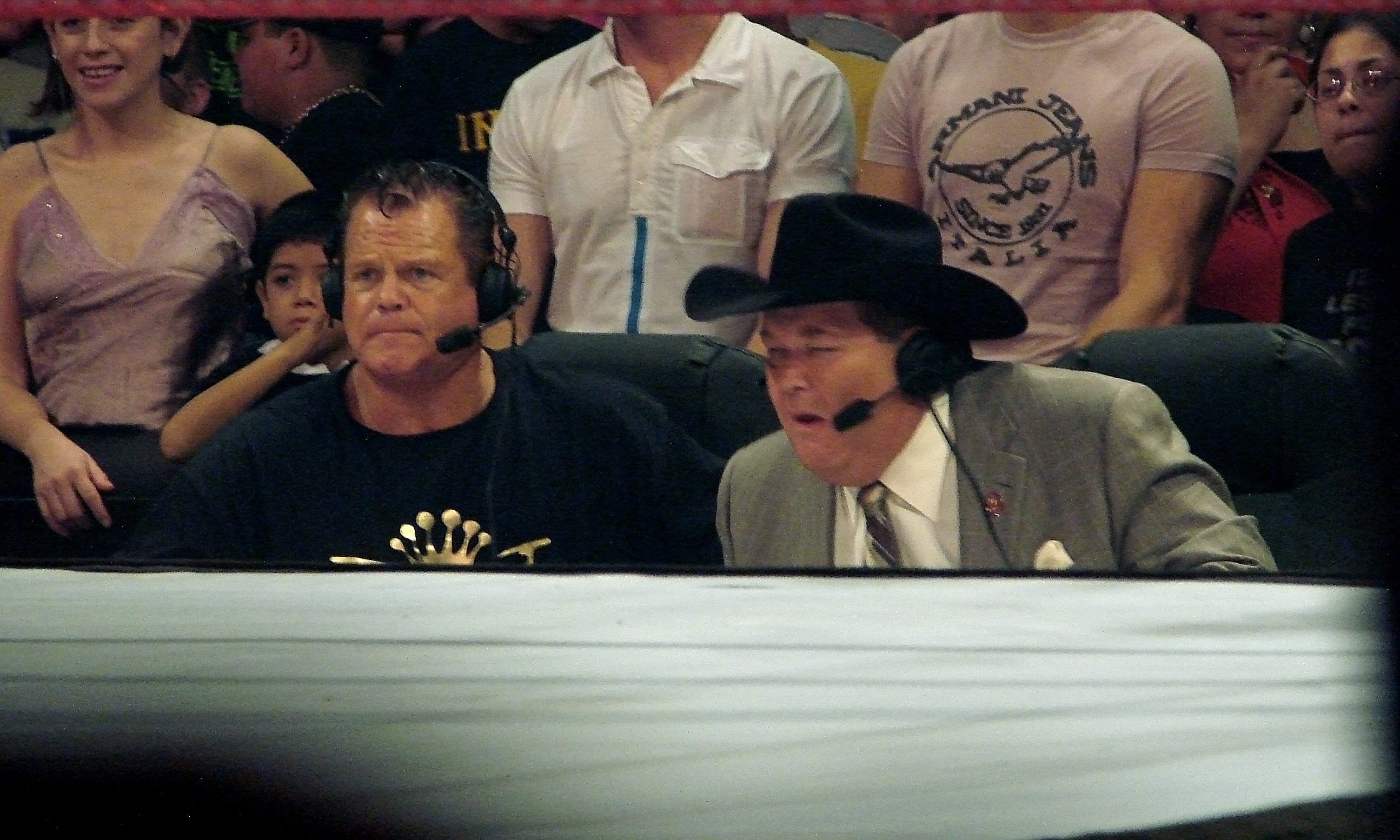
Lawler y Jim Ross en su puesto de comentaristas en WWE

#### 1992-2009
En 2007 fue introducido al WWE Hall of Fame de Wrestlemania 23. Antes de SummerSlam, empezó un feudo con King Booker por a ver quien era el rey de reyes. El 6 de agosto fue derrotado por el propio Booker. El 28 de julio de 2008 hizo pareja con Michael Cole contra los campeones por Parejas de ese momento Ted DiBiase y Cody Rhodes, pero no logró ganar.
El 30 de marzo de 2009 peleó contra Chris Jericho, Pero fue derrotado tras un "Codebreaker".
El 20 de julio, tuvo una lucha contra The Brian Kendrick, la cual ganó.

#### 2010-presente
Peleó en un 7-man Tag Team Elimination Match contra The Nexus, perdiendo esa lucha.
El 29 de noviembre día el cual era su cumpleaños tuvo una oportunidad por el Campeonato de la WWE en una TLC match contra The Miz pero no logró ganar, debido a una interferencia de su compañero Michael Cole. Debido a esto, empezó un feudo con Miz y Cole, teniendo un papel más activo como luchador de RAW haciendo equipo con luchadores como John Morrison, Randy Orton y Daniel Bryan. El 31 de enero, ganó una RAW Royal Rumble, ganando una oportunidad por el Campeonato de la WWE de Miz en Elimination Chamber, pero fue derrotado.
El 21 de febrero en RAW Michael Cole lo entrevistaría, pero Cole empezó a hablar de la fallecida madre de Jerry, al ver esto Jerry se enfadó y tomó por el cuello a Michael Cole y lo retó a una lucha en WrestleMania XXVII la cual Michael Cole aceptó. con dos condiciones una que tendría a su propio entrenador y que este estaría en su esquina durante la lucha, y la otra es que el elegiría al réferi. Tras esto le vació un vaso de agua en la cara a Jerry y salió corriendo de la arena. La siguiente semana Cole presentó a Jack Swagger como su entrenador para WrestleMania XXVII y luego fue atacado por este con el Ankle Lock. posteriormente presentó a JBL como  el referí invitado pero al momento de firmar  stone cold steve austin apareció atacó a JBL y tomó su lugar como réferi.En WrestleMania XXVII venció a Michael Cole pero de repente ganó Cole debido a la interferencia del árbitro invitado especial "Stone Cold" Steve Austin por lo que el Raw General Mánager decidió descalificar a Lawler. El 11 de abril en RAW venció a Jack Swagger ganando así una nueva oportunidad de enfrentar a Michael Cole en Extreme Rules eligiendo un Tag Team Match con Swagger como compañero de Cole y Jim Ross como compañero de Lawler pero perdieron. Luego lawler reto a Michael Cole  a una lucha en Over the Limit en donde si él perdía debía darle a Cole su puesto como miembro del salón de la fama cole se negó pero después swagger aceptó a nombre suyo. pactándose la lucha, durante la firma de contrato Jerry lawler cuestiono a swagger sobre el hecho de haber sido campeón mundial peso pesado y terminar rebajándose al trabajar para michael cole, a lo que cole respondió que a swagger nadie lo recordaba como campeón mundial peso pesado y que la única razón por la que apareció en wrestlemania fue gracias a él, lo que provocó que swagger abandonara a cole dejándolo solo. El 22 de mayo en Over the Limit venció a Michael Cole en un "Kiss My Foot" Match.  en dicha lucha eve torres, jim ross  y bret the hitman hart atacaron a cole lo que provocó que cole le besara el pie a Lawler. La noche siguiente en RAW, Michael Cole le pidió disculpas por lo que Lawler le perdonó y acabaron el feudo. Luego el 26 de agosto en fue insultado por David Otunga & Michael McGillicutty luego que ellos fueran derrotados por Air Boom (Evan Bourne & Kofi Kingston) empezando un feudo. La siguiente semana eligió a Zack Ryder de compañero para enfrentar a David Otunga & Michael McGillicutty saliendo triunfadores. A la semana siguiente derrotó de nuevo a McGillicutty y Otunga esta vez haciendo equipo con Sheamus. El 19 de septiembre en RAW Supershow fue víctima de un fuerte ataque del nuevo Campeón Mundial Peso Pesado Mark Henry, tras intentar defender a Jim Ross quien también fue agredido por Henry.
Participó en la Royal Rumble 2012 entrando n.º 12 pero no pudo ganar siendo eliminado por Cody Rhodes. El 10 de septiembre, después de tener un combate junto a Randy Orton contra Punk & Dolph Ziggler, se desmayó mientras estaba comentando el combate entre Kane & Daniel Bryan contra Prime Time Players. Fue llevado tras bastidores y a las 23:15 se anunció que había necesitado de un desfibrilador para recuperar la consciencia. Más tarde se informó que había sufrido un ataque cardíaco y que estuvo 20 minutos muerto. Al finalizar la transmisión del RAW del 29 de diciembre de 2014, Jerry Lawler fue nuevamente hospitalizado, esta vez por un caso de Diverticulitis del cual se recuperó y actualmente se encuentra como comentarista en SmackDown!.
En Smackdown el 7 de enero del 2016 Lawler nuevamente cambio a heel por primera vez desde el 2000 insultando a las superestrellas face y apreciando a los heels luego en varios meses se le ha visto como un face o tweener. Su última aparición en WWE fue el 19 de agosto de 2019 dando un discurso, pero fue interrumpido por "The Fiend" Bray Wyatt quien lo atacó con la Mandible Claw.

### Circuito independiente (2001)
Durante su ausencia de WWF, Lawler hizo apariciones en el circuito independiente tanto en Australia como en América del Norte, además de unirse a la promoción de la Federación Xcitement Wrestling (XWF) junto al veterano de la WCW Tony Schiavone como comentarista de color. También hizo apariciones en el International Wrestling Cartel y en Maryland Championship Wrestling , donde obtuvo el título mundial de la promoción después de derrotar a The Bruiser el 2 de noviembre.

### Memphis Wrestling (2007)
En 2007, se anunció que Lawler participaría en un "partido de ensueño" con Hulk Hogan que se iba a realizar en la promoción de Memphis Wrestling el 27 de abril. El partido fue promocionado por el promotor Corey Maclin, ya que Hogan había competido. en el territorio de Memphis al principio de su carrera. Sin embargo, el 12 de abril, Lawler se retiró del evento citando sus obligaciones contractuales con la WWE, lo que le impidió aparecer en un programa que VH1 debía filmar para el programa de televisión Hogan Knows Best. El 11 de enero de 2008, Maclin reveló que presentó una demanda contra WWE, alegando que la presión sobre Lawler (y otros) para retirarse del evento violó la sección dos de la Ley Antimonopolio de Sherman.

### Jerry Lawler's Memphis Wrestling (2010)
En mayo de 2010, Lawler anunció un nuevo programa de lucha contra la televisión llamado Memphis Wrestling de Jerry Lawler . El programa se estrenará en el canal 50 de Ion Network en Memphis el 5 de junio en el clásico espacio de las 11 a. m.. Tres episodios fueron grabados el 20 de mayo de 2010 en The Vine en Memphis. El 11 de septiembre de 2010, Lawler anunció que ya no habría nuevos espectáculos, pero que el talento todavía estaba disponible para los recaudadores de fondos.

### Regreso al circuito independiente (2013–2024)
El 24 de octubre de 2015, Lawler derrotó a Terry Funk por descalificación en el USA Championship Wrestling en Jackson, Tennessee, en la Arena de Omán, en lo que fue el último partido de retiro de Funk. Sin embargo, se confirmó en 2017 que Jerry se unirá a Doug Gilbert y su hijo Brian Christopher para enfrentar a The Rock 'n' Roll Express y Terry Funk en el próximo "partido de retiro" de Terry para Big Time Wrestling el 22 de septiembre de 2017.

## Vida personal
Jerry se ha casado tres veces. Ha tenido dos hijos, Brian y Kevin de su primer matrimonio. Su hijo Brian, quien ha luchado en la WWE (bajo el nombre de "Brian Christopher" y "Grand Master Sexay"), tuvo una carrera en circuitos independientes hasta su fallecimiento. Su otro hijo, Kevin, ha estado en la lucha libre como árbitro y como luchador (bajo el nombre de "Kevin Christian"  "Freddie Gilbert"). En su libro "It's Good To Be The King... Sometimes" (Es bueno ser el rey... a veces), Jerry dice que cree que la estatura física de Kevin le ha impedido de alcanzar el éxito de Brian. En agosto de 2008, Kevin fue detenido bajo la acusación de allanamiento y robo. Después de divorciarse, Lawler se volvió a casar pero más tarde se volvió a divorciar.
Conoció a su tercera mujer, Stacy "The Kat" Carter, en una organización de caridad en Memphis, Tennessee el 23 de julio de 1989. Se casaron en septiembre de 2000. En febrero de 2001, Carter fue despedida de la World Wrestling Federation. pero volvió en noviembre de 2001.
Lawler es primo del luchador Wayne Ferris, más conocido como The Honky Tonk Man.
En 1993, Lawler fue acusado de violar y sodomizar a una chica 15 años de edad, quien más tarde admitió que había mentido acerca del incidente.
A pesar de que ha pasado la mayor parte de su vida en Memphis, Lawler pasó parte de su infancia en Ohio después de que su padre fue trasladado a un puesto de trabajo en ese estado. Aunque su estancia en ese estado fue breve, tuvo una gran influencia sobre Lawler. A menudo cita a Cleveland, Ohio como su segunda ciudad favorita detrás de Memphis que es un fan de los Cleveland Indians y los Cleveland Browns. Cuando la WWE va a Cleveland, Lawler se suele llevar un jersey de los Browns o de los Indians, y durante la temporada de béisbol, tira el primer lanzamiento en un juego de los Cleveland Indians.
El 10 de septiembre, Lawler debió ser hospitalizado por un ataque al corazón que sufrió en el show de RAW durante la lucha de
Kane y Daniel Bryan contra The Prime Time Players (Darren Young y Titus O'Neill), hizo su regreso a la WWE en 2013.
En el 17 de junio de 2016 fue arrestado y suspendido de WWE, acusado de violencia doméstica hacia su esposa.

## Campeonatos y logros
- American Wrestling Association

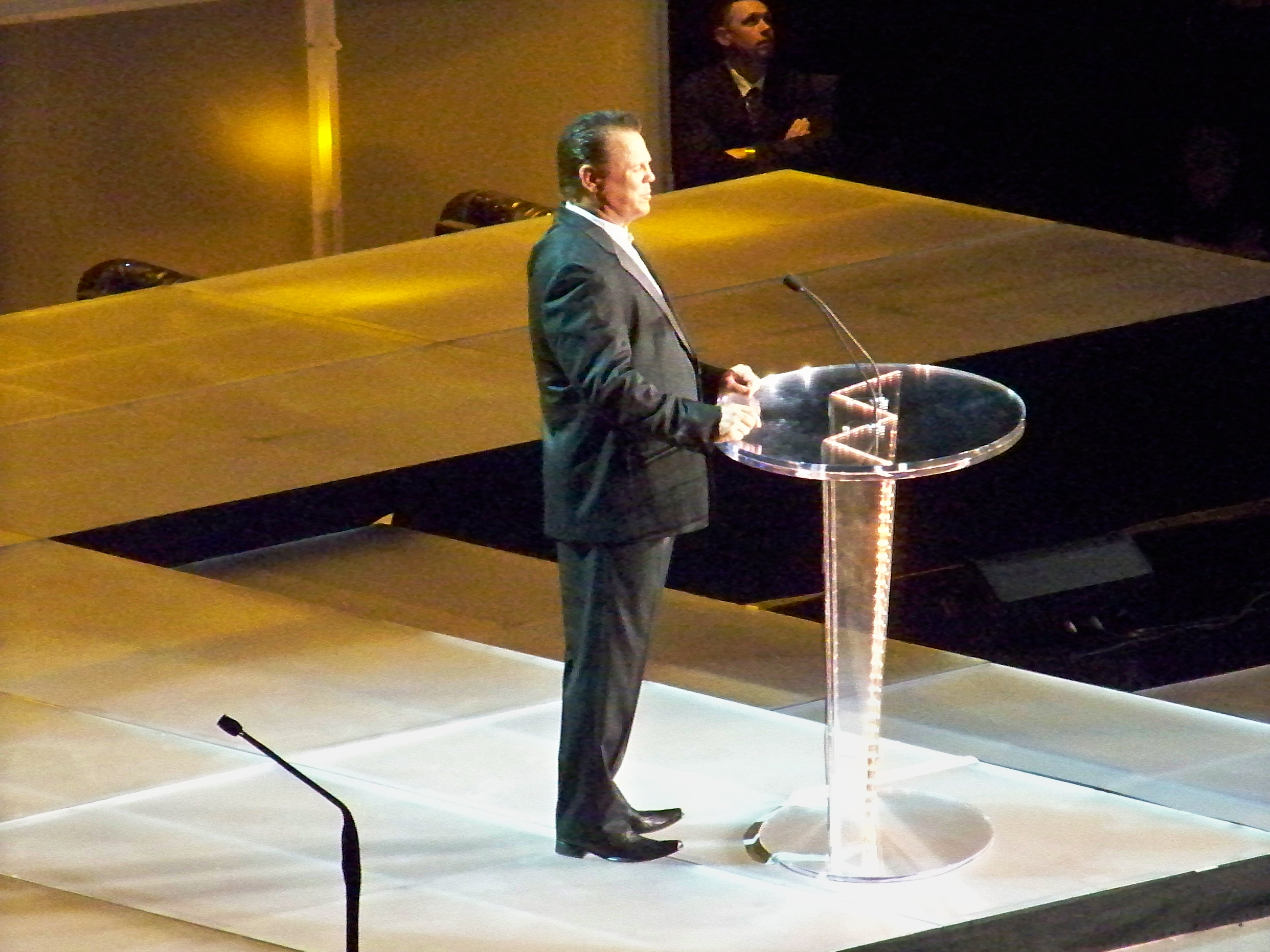
Lawler en el Hall Of Fame 2009

  - WCWA World Heavyweight Championship (3 veces)1[18]
- Continental Wrestling Association
  - AWA Southern Heavyweight Championship (52 veces)[19][20][21]
  - AWA Southern Tag Team Championship (10 veces) - con Gorgeous George, Jr. (2), Bill Dundee (4), Mongolian Stomper (1), Jos LeDuc (1), Austin Idol (1) y Big Bubba (1)[1][22][23][24]
  - AWA World Heavyweight Championship (1 vez)[25][26][27]1
  - AWA World Tag Team Championship (2 veces) - con Bill Dundee[28][29][30]
  - CWA Heavyweight Championship (1 vez)[31][32]
  - CWA International Heavyweight Championship (4 veces)[33][34]
  - CWA World Tag Team Championship (2 veces) - con Austin Idol (1) y Tommy Rich(1)[35][36]
  - CWA Lord of the Ring (1988)
  - NWA Mid-America Heavyweight Championship (3 veces)[37][38][39]
  - NWA Southern Heavyweight Championship (13 veces)[40][41]
  - NWA Southern Junior Heavyweight Championship (4 veces)[42][43]
  - NWA Southern Tag Team Championship (8 veces) - con Jim White (4), Tojo Yamamoto (2), Playboy Frazier (1) y The Scorpion (1)[44]
  - NWA United States Tag Team Championship (Mid-America version) (1 vez) - con Jackie Fargo[45]
  - WCWA World Heavyweight Championship (1 veces)[18]
- Georgia Championship Wrestling

- NWA Macon Tag Team Championship (2 veces) - con Mr. Wrestling II (1) y Don Greene (1)

- Gulf Coast Championship Wrestling
  - NWA Tennessee Tag Team Championship (1 veces) - con Jim White[46]
- Jersey All Pro Wrestling
  - JAPW Heavyweight Championship (1 vez)[47][48][49]
- Maryland Championship Wrestling
  - MCW Heavyweight Championship (1 vez)[50][51][52]
  - MCW Tag Team Championship (1 vez) - con The Bruiser[53][54][55]
- Memphis Championship Wrestling
  - MCW Southern Heavyweight Championship (2 veces)[56][57]
- Memphis Wrestling
  - Memphis Wrestling Southern Heavyweight Championship (2 veces)
  - Memphis Wrestling Television Championship (1 vez)
- NWA Polynesian Wrestling
  - NWA Polynesian Pacific Heavyweight Championship (1 vez)[58]
- NWA Virginia
  - NWA All-Star Heavyweight Championship (1 vez)[59]
- Power Pro Wrestling
  - PPW Tag Team Championship (1 vez) - con Bill Dundee[60][61]
- Smoky Mountain Wrestling
  - SMW Heavyweight Championship (2 veces)[62][63][64]
- United States Wrestling Association
  - USWA Heavyweight Championship (35 veces)[65][66][67]
  - USWA Texas Heavyweight Championship (1 vez)[68][69][70]
  - USWA Unified World Heavyweight Championship (28 veces)[71][72][73]
  - USWA World Tag Team Championship (5 veces) - con Jeff Jarrett (3) y Bill Dundee (2)[74][75][76]
- World Class Wrestling Association
  - WCWA Texas Heavyweight Championship (1 veces)[77][78][79]
- World Wrestling Entertainment
  - WWE Hall of Fame (2007)[80][81][82]
  - Slammy Award (5 veces)
    - Mouthiest (1994)
    - I'm Talking and I Can't Shut Up (1996)
    - Most Embarrassing Moment (1996) – Kissing his own foot
    - WWE.com Exclusive Video of the Year (2012) – Speaking to WWE.com about his miraculous return
    - Comeback of the Year (2012)[83]
- Pro Wrestling Illustrated
  - PWI Luchador más inspirador del año - 1988[84]
  - PWI Luchador más inspirador del año - 2012
  - PWI ranked him # 12 of the 500 best singles wrestlers in the PWI 500 in 1991.[85]
  - PWI Feud of the Year (1992) with Jeff Jarrett vs. The Moondogs[86]
  - PWI Feud of the Year (1993) vs. Bret Hart[86]
  - PWI Most Hated Wrestler of the Year (1993)[87]
  - PWI Most Hated Wrestler of the Year (1995)[87]
  - Situado en el Nº399 en el PWI 500 de 2009
  - Situado en el Nº216 en los PWI 500 de 2011[88]
- Wrestling Observer Newsletter
  - Feudo del año (1987) vs. Austin Idol y Tommy Rich
  - Feudo del año (1992) con Jeff Jarrett vs. The Moondogs
  - Feudo del año (1993)  vs. Bret Hart
  - Peor combate del año (1994)
  - Wrestling Observer Newsletter Hall of Fame (1996)[89]
  - WON Peor feudo del año - 1994, vs. Doink the Clown

## Further reading
- Lawler, Jerry (2002). It's Good to Be the King...Sometimes. World Wrestling Entertainment. ISBN 978-0743457682.